# Helmut Bender (Mathematiker)

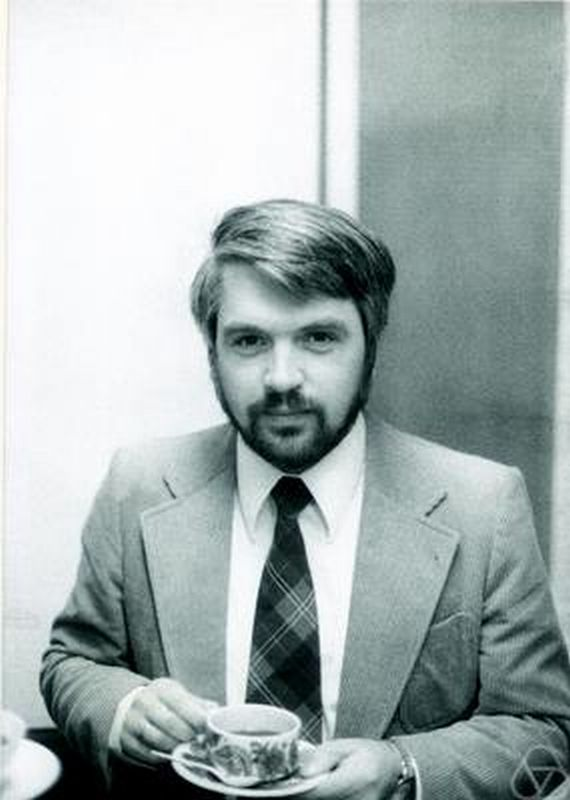
Helmut Bender 1974

Helmut Bender (* 21. August 1942 in Wehrheim) ist ein deutscher Mathematiker, der sich mit Gruppentheorie (endliche Gruppen) befasst und Professor an der Christian-Albrechts-Universität zu Kiel war.
Bender studierte ab 1962 Mathematik an der Johann-Wolfgang-Goethe-Universität Frankfurt am Main mit dem Diplom 1966 und der Promotion bei Reinhold Baer 1967 (Endlich zweifach transitive Permutationsgruppen, deren Involutionen keine Fixpunkte haben). 1967/68 war er Assistant Professor an der University of Illinois at Urbana-Champaign. Danach arbeitete er an der Johannes-Gutenberg-Universität Mainz, an der er sich 1969 habilitierte und danach Privatdozent und 1971 außerplanmäßiger Professor war. 1970/71 war er außerdem Associate Professor an der University of Illinois at Chicago. 1972 wurde er Professor in Kiel mit einer ordentlichen Professur ab 1978.
Er ist bekannt für Vereinfachungen des Satzes von Feit und Thompson (Odd Order Theorem), des Satzes von John H. Walter über die Klassifikation einfacher Gruppen mit abelschen Sylow-2-Untergruppen und des Satzes von Daniel Gorenstein und John H. Walter über einfache Gruppen mit Diedergruppen als Sylow-2-Untergruppen von 1964 (von Bender 1981 veröffentlicht).

## Schriften
- Über den größten p′-Normalteiler in p-auflösbaren Gruppen, Arch. Math 18, S. 15–16, 1967
- Endliche zweifach transitive Permutationsgruppen, deren Involutionen keine Fixpunkte haben, Math. Z. 104, S. 175–204, 1968
- On the uniqueness theorem, Illinois Journal of Mathematics, Band 14, S. 376–384, 1970
- On groups with abelian Sylow 2-subgroups, Mathematische Zeitschrift, Band 117, 1970, S. 164–176
- Transitive Gruppen gerader Ordnung, in denen jede Involution genau einen Punkt festläßt, J. Algebra 70,  S. 527–554, 1971
- Finite groups with large subgroups, Illinois J. Math. 18 (2), S. 223–228, 1974
- Finite groups with dihedral Sylow 2-subgroups, J. Algebra, Band 70, S. 216–228, 1981
- mit George Glauberma: Characters of finite groups with dihedral Sylow 2-subgroups, J. Algebra, Band 76, 1981, S. 200–215
- Steiner systems and Mathieu groups revisited, Adv. Stud. Pure Math., S. 255–277, 2001
- mit George Glauberman (unter Mithilfe von Walter Carlip): Local analysis of the odd order theorem, London Mathematical Society Lecture Note Series 188, Cambridge University Press 2004
- Die natürlichen Grundlagen der Mathematik. Im Geiste Dedekinds, Zermelos und Wittenbergs, Berlin: Logos Verlag 2015